# Finland ved vinter-OL 2018
Finland deltager i vinter-OL 2018 i Pyeongchang, Sydkorea i perioden 9. – 25. februar 2018.

## Deltagere
Følgende atleter vil deltage i nedennævnte sportsgrene: 
| Sportsgren           | Herrer | Damer | Total |
| -------------------- | ------ | ----- | ----- |
| Alpint skiløb        | 1      | 1     | 2     |
| Curling              | 1      | 1     | 2     |
| Freestyle skiløb     | 3      | 1     | 4     |
| Ishockey             | 27     | 21    | 48    |
| Hurtigløb på skøjter | 2      | 1     | 3     |
| Kunstskøjteløb       | 0      | 1     | 1     |
| Langrend             | 11     | 8     | 19    |
| Nordisk kombineret   | 5      | 0     | 5     |
| Snowboard            | 7      | 1     | 8     |
| Skihop               | 5      | 1     | 6     |
| Skiskydning          | 3      | 5     | 8     |
| Total                | 65     | 41    | 106   |

## Medaljer
| 2018 Pyeongchang | Guld | Sølv | Bronze | Total |
| Finland          | 1    | 1    | 4      | 6     |

### Medaljevindere
| Medalje           | Navn | Sport              | Event                             | Dato        |
| ----------------- | --- | ------------------ | --------------------------------- | ----------- |
| Guld              | Iivo Niskanen | Langrend           | Mændenes 50 kilometer             | 24. februar |
| Sølv              | Krista Pärmäkoski | Langrend           | Damernes 30 kilometer             | 25. februar |
| Bronze            | Krista Pärmäkoski | Langrend           | Damernes 15 kilometer skiathlon   | 10. februar |
| Bronze            | Enni Rukajärvi | Snowboarding       | Damernes slopestyle               | 12. februar |
| Bronze            | Krista Pärmäkoski | Langrend           | Kvindernes 10 kilometer freestyle | 15. februar |
| Bronze            | Finlands ishockeylandshold \| Sanni Hakala \| \| Noora Räty \| \| \| \| Jenni Hiirikoski \| \| Saila Saari \| \| \| \| Venla Hovi \| \| Ronja Savolainen \| \| \| \| Mira Jalosuo \| \| Eveliina Suonpää \| \| \| \| Michelle Karvinen \| \| Sara Säkkinen \| \| \| \| Rosa Lindstedt \| \| Susanna Tapani \| \| \| \| Petra Nieminen \| \| Noora Tulus \| \| \| \| Tanja Niskanen \| \| Minnamari Tuominen \| \| \| \| Emma Nuutinen \| \| Ella Viitasuo \| \| \| \| Isa Rahunen \| \| Riikka Välilä \| \| \| \| Annina Rajahuhta \| \| Linda Välimäki \| \| \| \| Meeri Räisänen \| \| \| \| \| | Ishockey           | kvindernes turnering              | 21. februar |
| Sanni Hakala      | | Noora Räty         |                                   |             |
| Jenni Hiirikoski  | | Saila Saari        |                                   |             |
| Venla Hovi        | | Ronja Savolainen   |                                   |             |
| Mira Jalosuo      | | Eveliina Suonpää   |                                   |             |
| Michelle Karvinen | | Sara Säkkinen      |                                   |             |
| Rosa Lindstedt    | | Susanna Tapani     |                                   |             |
| Petra Nieminen    | | Noora Tulus        |                                   |             |
| Tanja Niskanen    | | Minnamari Tuominen |                                   |             |
| Emma Nuutinen     | | Ella Viitasuo      |                                   |             |
| Isa Rahunen       | | Riikka Välilä      |                                   |             |
| Annina Rajahuhta  | | Linda Välimäki     |                                   |             |
| Meeri Räisänen    | |                    |                                   |             |